# International Meteor Organization
L'International Meteor Organization, in sigla IMO (in italiano Organizzazione Internazionale Meteorica) è un'associazione scientifica internazionale che si occupa dello studio di tutti gli aspetti della meteoritica, ha sede in Belgio, è senza scopo di lucro ed ha attualmente circa 250 membri sparsi in tutto il mondo, vi fanno parte astrofili dilettanti e astronomi professionisti.
L'IMO è stata fondata il 1º maggio 1988.

## Prima dell'IMO
Prima della fondazione dell'IMO in Europa è esistita un'associazione internazionale a livello continentale che si occupava di osservazioni meteoriche, la FEMA (Federation of European Meteor Astronomers): la FEMA fu vittima del suo successo, infatti riusciva a raccogliere una grande quantità di dati ma non riusciva ad elaborarli per cui gradualmente cessò di esistere. In seguito, dalla fine degli anni settanta osservatori amatoriali di meteore organizzarono, dopo aver partecipato a campi astronomici organizzati dall'IAYC, dei campi astronomici o riunioni dedicati specificatamente all'osservazione delle meteore:
- 8-10 giugno 1978, Königswinter, (Germania)
- 21-23 novembre 1980, Pullach, Germania
- 26-28 febbraio 1982, Hasselt, Belgio
- 13-15 maggio 1983, Brecklenkamp, località del comune di Dinkelland, Paesi Bassi
- 22-24 febbraio 1985, Violau, località del comune di Altenmünster, Germania
- 3-5 ottobre 1986, Hingene, distretto del comune di Bornem, Belgio[1].

## Nascita dell'IMO
I partecipanti a queste riunioni, come pure altri osservatori di meteore europei, si resero conto che le loro osservazioni e i dati da loro raccolti non venivano che minimamente utilizzati dai professionisti e da altri astrofili in quanto non raccolti organicamente, non diffusi adeguatamente, si era in un periodo pre Internet, spesso raccolti saltuariamente e i cui possessori erano sconosciuti ai possibili utilizzatori.
Contemporaneamente a queste riunioni, l'astrofilo belga Paul Roggemans, che si occupava già da molti anni di osservazioni e ricerche sulle meteore, stava intessendo una rete di contatti con gli astrofili europei interessati alla meteoritica per scambiarsi dati e osservazioni.
Durante il convegno di Hingene fu deciso di organizzare una conferenza per esaminare la possibilità di creare un'associazione che riunisse gli osservatori di meteore, dilettanti e professionisti. Questa conferenza si tenne il 25-27 marzo 1988 a Oldenzaal nei Paesi Bassi e fu la prima chiamata IMC (International Meteor Conference, in italiano Conferenza Internazionale sulle Meteore). Alla conferenza di Oldenzaal fu deciso, nonostante lo scetticismo e l'opposizione di una parte dei partecipanti, di fondare una nuova associazione scientifica internazionale dedicata alla Meteoritica, questa associazione fu fondata formalmente il 1º maggio 1988 da 97 membri fondatori e fu denominata IMO. Il 5-8 ottobre 1989 a Balatonföldvár in Ungheria si tenne la prima assemblea generale dell'IMO che ne sancì la nascita ufficiale.

## Attività
L'attività dell'IMO può essere suddivisa in tre filoni principali:
- raccogliere ed elaborare le osservazioni di meteore e bolidi effettuate dai propri membri, professionisti e dilettanti sparsi in tutti i continenti con tutti i metodi (visuale, fotografico, con telecamere, radio, radar, ecc.): la diffusione degli osservatori lungo tutti i fusi geografici permette la copertura senza buchi temporali, dovuti alla rotazione della Terra, delle piogge meteoriche e dei picchi annuali dei sciami meteorici, questo è un fatto molto importante per lo studio in dettaglio degli sciami meteorici e per evitare che situazioni di maltempo in determinate aree impediscano la raccolta di dati come spesso accadeva in passato durante le campagne osservative condotte da un limitato numero di postazioni osservative. I risultati preliminari vengono pubblicati in tempo reale sul sito dell'associazione;
- organizzare le IMC, che inizialmente si tenevano a cadenza di una ogni anno e mezzo e attualmente a cadenza annuale: da alcuni anni esse sono precedute da una scuola di osservazioni radiometeoriche, ossia condotte tramite radio e radar: le conferenze si tengono generalmente a settembre. L'IMO cura la pubblicazione degli atti contenenti i lavori presentati negli IMC;
- pubblicare una rivista bimestrale a livello di referenza scientifica professionale chiamata Werkgroepnieuws, ma praticamente è nota quasi esclusivamente con la sigla WGN. La traduzione in italiano del nome in fiammingo è Notizie del gruppo di lavoro; il nome in origine era quello del bollettino edito dalla sezione osservazioni meteoriche di un'associazione astrofila fiamminga.